# Silene rubricalyx
Silene rubricalyx là loài thực vật có hoa thuộc họ Cẩm chướng. Loài này được (C. Marquand) Bocquet miêu tả khoa học đầu tiên năm 1967.